# Исконски страх
Исконски страх (енгл. Primal Fear) је филмски трилер из 1996. године.
Исконски страх био је успех на благајнама и зарадио је углавном позитивне критике, а Едвард Нортон се сјајно приказао у свом филмском дебију. Нортон је био номинован за Оскар за најбољег глумца у споредној улози и освојио је Златни глобус за најбољег споредног глумца у играном филму. 

## Радња
Популарни адвокат и бранилац Мартин Вејл из Чикага преузео је новог клијента на про боно начин у свом граду: Аарон Стамплера. Млади и стидљиви дечко који је стигао из Кентакија покупљен је у крвљу у бекство и оптужен за брутално убиство католичког надбискупа у Чикагу. Оптужбу заступа Вејлова бивша љубавница, тужитељица Џенет Венејбл, и прати је тужилаштво под корумпираним Џоном Шонесијем. Венејбл је веома захвална на прилици, јер тужилаштво сматра да је случај решен. Шонеси захтева од Венејбле да затражи смртну казну за Стамплера.
За Мартина Вејла питање кривице или невиности је ирелевантно, јер верује да сваки оптужени има право на најбољу могућу одбрану. Дакле, његова теза је да, иако је Аарон Стамплер био у соби (трагови на месту злочина и на његовој одећи), није починио злочин. Стамплер тврди да је пао у несвест и да је видео трећу особу у соби. Вејл своју одбрану базира на могућој трећој особи која је присутна у соби, као и на Стамплеровом мотиву који недостаје. Надбискуп га је извео са улице и био је нека врста очеве фигуре за оптужене. Вејл сазнаје да је надбискуп спречавао велике послове продаје некретнина и да је имао и непријатеље у Чикагу. Шонеси, који је укључен у послове с некретнинама, индиректно прети Вејлу и савјетује њему да се не петља са градским моћницима.
Током суђења канцеларијски тим Мартина Вејла успео је да сазна мотив окривљеног: Видео приказује како надбискуп Аарона, његову девојку и још једну особу, која је канцеларијски тиму Вејла рекла где се налази видео, умешан у сексуалне чинове.
Поред тога, Вејл открива заједно са посвећеним психологом Др. Моли Арингтон да Аарон пати од дисоцијативног поремећаја личности. За друго Аароново себе, који себе назива Рој и наступа врло самоуверено, каже се да је учинио убиство. Ово објашњава губитак памћења на месту злочина. Међутим, као што је уобичајено у америчким кривичним поступцима, Вејл током суђења не може одједном променити своју одбрану и, према томе, не може прећи на менталну болест.
Иако видео запис оптужнице пружа мотив, Вејл прослеђује видео одговорном тужиоцу Венејблу, који доноси траку на суд против воље генералног правобраниоца, који не жели да нанесе штету угледу покојног надбискупа и цркве, и тако наброји мотив који недостаје. Након што се Вејл Шонеси-ју разоткрио у унакрсном испитивању и позабавио се својим умешањем у посао с некретнинама, Шонесијев помоћник тужиоца Венејбл шапуће како може да потражити нови посао.
У унакрсном испитивању са оптуженим, Венејбл Стамплера жестоко напада и жели да га наговори да призна убиство. Одједном се дешава ефект којем се надао Вејл и Аарон постаје Рој, који одмах брутално напада Венејблу. Ово доказује окривљену менталну болест кроз само суђење (и без Вејлове промене у одбрамбеној стратегији). Суд препознаје Стамплерову неспособност и смешта га у психијатријско одељење на период од 30 дана, који треба да одлучи да ли Стамплер треба да буде смештен у установи или пуштен на слободу. Сви који су укључени претпостављају ово последње, јер Стамплер обично не представља опасност за јавност.
Стамплер открива се у опроштајном разговору са својим браниоцем. Испада да није ментално узнемирен, већ је само лажирао свој раскол личности. У стварности, Аарон није узнемирен, стидљив и мукотрпан, већ је самоуверени Рој. Значи, починио је убиство бискупа намерно и кривично. На крају постоје скоро само губитници. Вејлова одлучност да никада не доведе у питање кривицу је пала и Џенет Венејбл изгубила је посао. Вејл стоји депресиван у судници и напушта зграду.

## Улоге
| Глумац             | Улога                      |
| ------------------ | -------------------------- |
| Ричард Гир         | Мартин Вејл                |
| Лора Лини          | Џенет Венејбл              |
| Едвард Нортон      | Арон Стамплер              |
| Џон Махони         | Џон Шонеси                 |
| Алфри Вудард       | судија Миријам Шоут        |
| Франсес Макдорманд | др Моли Арингтон           |
| Тери О’Квин        | Бад Јенси                  |
| Андре Брауер       | Томи Гудмен                |
| Стивен Бауер       | Џои Пинеро                 |
| Џо Спано           | Абел Стенер                |
| Мора Тирни         | Наоми                      |
| Џон Седа           | бивши олтарски дечак Алекс |
| Тони Плана         | Мартинез                   |

## Зарада
Филм је у САД зарадио 56.116.183 $.
- Зарада у иностранству - 46.500.000 $
- Зарада у свету - 102.616.183 $